# Eduardo Eurnekian
Eduardo Eurnekian (in armeno Էդուարդո Էռնեկյան?; Buenos Aires, 4 dicembre 1932) è un imprenditore argentino di origini armene, tra le persone più ricche dell'Argentina. È presidente di Corporación América, un conglomerato che comprende diversi settori come gli aeroporti, agroindustrie, energia, servizi finanziari e infrastrutture. Corporación América, il cui amministratore delegato è il nipote Martin, ha la concessione di 52 aeroporti che operano in Argentina, Italia, Armenia, Perù, Brasile ed Ecuador. Possiede anche 2 000 chilometri quadrati di terreni e fabbriche di trasformazione alimentare nel nord dell'Argentina.

## Biografia
Nato a Buenos Aires in una famiglia di immigrati armeni. I suoi genitori avevano fondato un'azienda tessile, che aveva prosperato diventando anche fornitrice del marchio sportivo Puma. Ma si era trovata in grosse difficoltà nel 1981 a causa della grave crisi economica e delle misure di deregolamentazione prese dall'allora ministro dell'economia argentino José Alfredo Martínez de Hoz.
Nel 1982, Eduardo Eurnekian cambia settore ed acquisisce, facendosi prestare i soldi, "Cablevisión SA", a quel tempo un fornitore di televisione via cavo in fallimento. Questa attività è poi diventata redditizia nell'arco di dieci anni grazie anche al Piano di Convertibilità attuato nel 1991 dal ministro dell'Economia Domingo Cavallo che ha portato stabilità finanziaria e dei prezzi in Argentina negli anni '90. Eurnekian riesce ad avere anche il controllo di América TV, quattro stazioni radio e un quotidiano finanziario di Buenos Aires, El Cronista, il primo giornale argentino ad essere pubblicato nel 1994 su Internet.
Nel 1994, Eurnekian vende la quota del 51% di Cablevisión (all'epoca il secondo operatore via cavo in Argentina) a Tele-Communications Inc. per 350 milioni di dollari, e nel 1997 cede il resto della partecipazione per 320 milioni di dollari a CEI Citicorp Holdings SA. Nel 1998 "Aeropuertos Argentina 2000", un consorzio guidato da Eurnekian si aggiudica la concessione della durata di 30 anni nel 1998 per la gestione di 33 dei principali aeroporti argentini. Investe anche in una compagnia aerea regionale, LAPA.
Insieme a Ernesto Gutiérrez (presidente di "Aeropuertos Argentina 2000"), Eurnekian è anche azionista della società Inversora Cervecera SA che nel giugno 2007 ha rilevato da AmBev i marchi di birra Bieckert, Palermo e Imperial e anche uno stabilimento di produzione, in seguito alle normative anti-monopolio decise in Argentina.
Tra le altre attività di Eurnekian vi sono le concessioni stradali delle direttrici argentine 4 e 8 (Corporación América-Helport) e la produzione di biocarburanti (Unitec Bio) con un investimento di 300 milioni di dollari annunciato nell'ottobre 2007. Possiede anche aziende agricole nelle province di Formosa e Chaco come gli stabilimenti "Hilandería Villa Ocampo" e "Don Panos".
Nel novembre 2006 ha tentato, insieme agli imprenditori Enrique Eskenazi (Petersen Group) e Hugo Sigman (Biogenesis Bagó), ad acquisire SanCor, una delle più grandi aziende lattiero-casearie argentine. Alla fine la trattativa non ha avuto successo.
Nel 2017, attraverso la "Aeropuertos Argentina 2000", Eurnekian rinnova la concessione dell'aeroporto internazionale di Ezeiza in Argentina fino al 2028.
Il 1º febbraio 2018, Corporación América è quotata alla Borsa di New York (NYSE) con un'offerta pubblica iniziale di 28.571.429 azioni ordinarie.

### Investimenti in Armenia
Il 17 dicembre 2001 l'America Corporation ha ottenuto dal governo armeno una concessione di 30 anni per la gestione dell'aeroporto internazionale di Zvartnots, il più grande del paese. La società ha costruito, con una spesa di 50 milioni di dollari, un nuovo terminal aeroportuale che ha permesso all'aeroporto di rientrare negli standard internazionali.
Eurnekian ha anche dichiarato di voler investire nel settore agroalimentare dell'Armenia, facendo una joint venture con un'azienda locale. I dirigenti senior di Tierras de Armenia, una società con sede a Erevan di proprietà di Eurnekian e del gruppo Max (controllato da Harutiun Pambukian, un parlamentare vicino all'ex presidente Robert Kocharian), hanno riferito che investiranno 25 milioni di dollari per sviluppare 24 km² di terreno arido nella regione a sud di Armavir in frutteti e impianti di lavorazione.

### Investimenti in Italia
All'inizio del 2005 Corporación América acquisisce il 38% del capitale di Volare Group, una compagnia aerea italiana low cost fondata nel 2000 e già in crisi nel 2004. Il piano di Eurnekian è quello di sviluppare i voli con il Sud America. Ma pochi mesi più tardi la compagnia aerea finisce in bancarotta con un buco di 500 milioni. Pur dichiarandosi sempre parte lesa, Eurnekian viene coinvolto nel processo che si conclude solo 12 anni più tardi, nel 2017, con l'assoluzione.
Sempre nel 2005 Corporación América cerca di entrare nella gestione di altri aeroporti, dalla SEA alla Ancona-Falconara, da Comiso a Bologna e Palermo. Senza successo. Riesce invece ad acquisire il 34% di Adp (Aeroporti di Firenze) e più del 20% di quello di Pisa. Quando poi la gestione dei due scali confluirà in Toscana Aeroporti, Eurnekian avrà più del 60% del capitale. Il progetto di ampliare la pista di Peretola sarà bocciato.

## Vita privata
Eurnekian è single e ha scelto come suo "successore" il nipote Martin Eurnekian.